# Trina Padilla de Sanz
Trina Padilla de Sanz (Vega Baja, 7 de junio de 1864 - Arecibo, 26 de abril de 1957) fue una escritora puertorriqueña.
Vegabajeña de nacimiento y arecibeña por adopción, fue maestra de piano, cuentista y poeta. Hija del médico y poeta José Gualberto Padilla, conocido como «El Caribe». A Trina Padilla de Sanz se le conoce como «La Hija del Caribe». Estudió en el liceo del maestro Ruiz Arnau en Arecibo. A los 18 años se casa con ÁAngel Sanz y se traslada a Madrid donde ingresa al Real Conservatorio y toma clases de piano con el maestro vasco Juan María Guelbenzu. Cuando obtiene su diploma, regresa a Puerto Rico y vive en Mayagüez, San Juan y por último Arecibo donde vivió hasta su muerte.
En Arecibo, el matrimonio Sanz-Padilla adquiere una propiedad que perteneció a Francisco Ulanga y la restauran para vivir en ella.
Junto a Librada Rodríguez y María Cadilla de Martínez creó la "Liga Femenina" con el propósito de estudiar los derechos de las mujeres y cómo afectan a la sociedad.
Escribió para el periódico: El Heraldo Español y colabora con otros periódicos: Alma Latina, Puerto Rico Ilustrado, El Mundo y El Imparcial.
Escribió 8 libros, 3 de ellos en versos: Rebeldía en el 1918, De mi collar en el 1926 y Cálices abiertos en el 1943. Los demás libros son: cuentos, narraciones, crónicas de arte y uno sobre la mujer. 
Falleció en Arecibo el 26 de abril de 1957 a los 93 años, donde está enterrada.